# Autumn (niederländische Band)
Autumn ist eine Alternative-Metal-Band aus den Niederlanden, welche aufgrund ihrer hohen Popularität in der Schwarzen Szene und ihres entsprechenden Auftretens auch unter dem Sammelbegriff Gothic Metal gehandelt wird.

## Geschichte
Autumn wurde 1995 von drei ehemaligen Mitgliedern der Band Internal Putrefaction – Bert Ferwerda, Meindert Sterk und Hilbrand van der Woude – gegründet. Damals noch unter dem Namen Stonehenge benannte sich die Band noch im selben Jahr kurz vor dem Einstieg von Keyboarder Menno Terpstra auf Autumn um. Kurz danach verließ van der Woude die Band und wurde durch Jan Grijpstra ersetzt. Im Frühling 1996 komplettierte Sängerin Welmoed Veersma die Gruppe.
Im April 1997 erstellte Autumn eine erste Demo: Samhain. Bei Demo Nummer zwei, Autumn, spielte die erste Sängerin Veersma nur noch die Blockflöte, da ihr eine Erkrankung zu schaffen machte. Neu am Gesangsposten war Nienke de Jong, die bereits bei Her Enchantment aktiv war. Auch Jeroen Bakker wechselte von Legacy of Hate zu Autumn. Mit der Demo Spring Starts with Autumn erhielten sie schließlich bei Samhain Records einen Vertrag, doch kurz vor der Aufnahme des Debütalbums verließen im Juli 2001 die beiden Gitarristen Ferwerda und Bakker die Band. Mit Jasper Koenders holte sich Autumn ein weiteres Mitglied von Her Enchantment als Ersatz. Am 24. Juni 2002 erschien schließlich als erstes Album When Lust Evokes the Curse. Kurz danach wurde auch der zweite freie Platz an der Gitarre durch Jens van der Valk von God Dethroned besetzt. Einer Tour durch die Niederlande mit Within Temptation und After Forever inklusive Auftritt beim Dynamo Open Air stand nichts mehr im Weg. Beim M’era Luna Festival 2003 spielten sie schließlich erstmals ein Konzert außerhalb der Benelux-Staaten.
Am 24. September 2004 veröffentlichten sie ihr zweites Album mit Namen Summer’s End. In Deutschland, Österreich und der Schweiz erschien es allerdings erst fünf Monate später am 21. Februar 2005. Ende 2004 verließ Koenders die Band, wurde aber rasch durch Mats van der Valk ersetzt, da eine Europatour als Support von Within Temptation anstand.
Im Februar 2007 unterschrieben Autumn bei Metal Blade Records, wo dann auch am 27. April 2007 das Album My New Time erschien. Im Januar 2008 kündigte Nienke de Jong ihren Austritt bei der Band an. Kurz nach ihrem Abschiedskonzert am 29. Februar wurde mit Marjan Welman ihre Nachfolgerin bekannt gegeben.
Cold Comfort, das fünfte Studioalbum der Band, folgte im November 2011. Dabei wurde der Produktionsstil von My New Time beibehalten. So gab die Band bekannt, dass das gesamte Album aufgrund der räumlichen Distanzen der einzelnen Mitglieder beinahe ohne gemeinsame Session produziert wurde. Die Kommunikation untereinander beschränkte sich weitestgehend auf das Internet.

## Diskografie

### Alben
- 2002: When Lust Evokes the Curse (Samhain Records)
- 2004: Summer’s End (The Electric Co./Universal)
- 2007: My New Time (Metal Blade Records)
- 2009: Altitude (Metal Blade Records)
- 2011: Cold Comfort (Metal Blade Records)
- 2019: Stacking Smoke (Painted Bass Records)

### Demos und Singles
- 1997: Samhain (Demo)
- 1999: Autumn (Demo)
- 2001: Spring Starts with Autumn (Demo)
- 2005: Gallery Of Reality (Single)